# Ray McAnally
Ray McAnally (Buncrana, 30 marzo 1926 – Contea di Wicklow, 15 giugno 1989) è stato un attore irlandese.
Tra i film più celebri che ha interpretato vanno ricordati Mission (1986), in cui recita nella parte del cardinal Altamirano, e Il mio piede sinistro (1989), nella parte di Mr. Brown, interpretazioni che gli hanno valso il premio BAFTA al miglior attore non protagonista nel 1987 e nel 1990. Nel 1989 conquista inoltre un BAFTA televisivo.
È morto nel 1989, a 63 anni, per un infarto.

## Filmografia

### Cinema
- Professor Tim, regia di Henry Cass (1957)
- She Didn't Say No!, regia di Cyril Frankel (1958)
- Mare di sabbia (Sea of Sand), regia di Guy Green (1958)
- Il fronte della violenza (Shake Hands with the Devil), regia di Michael Anderson (1959)
- Il dubbio (The Naked Edge), regia di Michael Anderson (1961)
- Billy Budd, regia di Peter Ustinov (1962)
- Murder in Eden, regia di Max Varnel (1961)
- He Who Rides a Tiger, regia di Charles Crichton (1965)
- Lo specchio delle spie (The Looking Glass War), regia di Frank Pierson (1970)
- Il caso Trafford (Quest for Love), regia di Ralph Thomas (1971)
- Gli ultimi sei minuti (Fear Is the Key), regia di Michael Tuchner (1972)
- Morire a Belfast (The Outsider), regia di Tony Luraschi (1979)
- The Sleep of Death, regia di Calvin Floyd (1980)
- Angel, regia di Neil Jordan (1982)
- Cal, regia di Pat O'Connor (1984)
- No Surrender, regia di Peter Smith (1985)
- Mission (The Mission), regia di Roland Joffé (1986)
- Quarto protocollo (The Fourth Protocol), regia di John Mackenzie (1987)
- Empire State, regia di Ron Peck (1987)
- Il siciliano (The Sicilian), regia di Michael Cimino (1987)
- Misfatto bianco (White Mischief), regia di Michael Radford (1987)
- Taffin, regia di Francis Megahy (1988)
- Jack lo squartatore (Jack the Ripper), regia di David Wickes (1988)
- High Spirits - Fantasmi da legare (High Spirits), regia di Neil Jordan (1988)
- Il mio piede sinistro (My Left Foot), regia di Jim Sheridan (1989)
- Venus Peter, regia di Ian Sellar (1989)
- Non siamo angeli (We're No Angels), regia di Neil Jordan (1989)

### Televisione
- ITV Play of the Week – serie TV, 2 episodi (1960-1966)
- Inquiry at Lisieux – film TV (1963)
- L'ispettore Gideon (Gideon's Way) – serie TV, 1 episodio (1964)
- The Human Jungle – serie TV, 1 episodio (1964)
- Court Martial – serie TV, 1 episodio (1965)
- Theatre 625 – serie TV, 1 episodio (1966)
- Insurrection, regia di Michael Garvey e Louis Lentin – miniserie TV (1966)
- The Fellows – serie TV, 3 episodi (1967)
- Agente speciale (The Avengers) – serie TV, 2 episodi (1967-1968)
- Agente segreto (Man in a Suitcase) – serie TV, 1 episodio (1968)
- Armchair Theatre – serie TV, 1 episodio (1968)
- Spindoe – serie TV, 6 episodi (1968)
- Adam Strange (Strange Report) – serie TV, 1 episodio (1969)
- Me Mammy – serie TV, 14 episodi (1969-1971)
- ITV Saturday Night Theatre – serie TV, 3 episodi (1969-1973)
- The Dick Emery Show – serie TV, 2 episodi (1969-1981)
- ITV Playhouse – serie TV, 1 episodio (1970)
- Paul Temple – serie TV, 1 episodio (1970)
- The Troubleshooters – serie TV, 1 episodio (1970)
- Il genio criminale di Mr. Reeder (The Mind of Mr. J.G. Reeder) – serie TV, 1 episodio (1971)
- The Sinners – serie TV, 1 episodio (1971)
- Kate – serie TV, 2 episodi (1971)
- Justice – serie TV, 1 episodio (1973)
- Pollyanna, regia di June Wyndham-Davies – miniserie TV (1973)
- Barlow at Large – serie TV, 2 episodi (1973-1974)
- Dial M for Murder – serie TV, 1 episodio (1974)
- The Double Dealers – serie TV, 2 episodi (1974)
- Investigatore offresi (Public Eye) – serie TV, 1 episodio (1975)
- Crown Court – serie TV, 2 episodi (1975-1976)
- The Burke Enigma – serie TV, 5 episodi (1978)
- Dick Turpin – serie TV, 1 episodio (1979)
- Thursday Play Date – serie TV, 1 episodio (1979)
- The Silver Tassie, regia di Brian MacLochlainn – film TV (1980)
- Invasion, regia di Leslie Woodhead – film TV documentaristico (1980)
- Strangers – serie TV, 1 episodio (1980)
- A Painful Case, regia di John Lynch – film TV (1984)
- A Perfect Spy, regia di Peter Smith – miniserie TV (1987)
- Last of the Summer Wine – serie TV, 1 episodio (1987)
- Scout, regia di Danny Boyle – film TV (1987)
- Colpo di stato all'inglese (A Very British Coup), regia di Mick Jackson – miniserie TV (1988)
- La vera storia di Jack lo squartatore (Jack the Ripper), regia di David Wickes – miniserie TV (1988)
- Great Expectations, regia di Kevin Connor – miniserie TV (1989)

## Doppiatori italiani
Nelle versioni in italiano delle opere in cui ha recitato, Ray McAnally è stato doppiato da:
- Gianfranco Bellini in Il fronte della violenza
- Sergio Tedesco in Il dubbio
- Renzo Palmer in Mission
- Dario Penne in Quarto protocollo
- Pino Ferrara in Il siciliano
- Carlo Sabatini in Misfatto bianco
- Dante Biagioni in La vera storia di Jack lo squartatore
- Osvaldo Ruggieri in Il mio piede sinistro
- Sergio Fiorentini in Non siamo angeli

## Riconoscimenti
- 1987 – BAFTA Awards
  - Miglior attore non protagonista per Mission

- 1987 – Evening Standard British Film Awards
  - Miglior attore per Mission e No Surrender

- 1988 – British Academy Television Awards[1]
  - Candidatura Miglior attore per A Perfect Spy

- 1988 – Royal Television Society
  - Miglior attore per A Perfect Spy

- 1989 – British Academy Television Awards[2]
  - Miglior attore per Colpo di stato all'inglese

- 1990 – BAFTA Awards
  - Miglior attore non protagonista per Il mio piede sinistro Postumo